# Caracciolo Parra Pérez (paroisse civile)
Pour les articles homonymes, voir Caracciolo Parra Pérez.
Caracciolo Parra Pérez est l'une des quinze paroisses civiles de la municipalité de Libertador dans l'État de Mérida au Venezuela. Sa capitale est Mérida, chef-lieu de la municipalité et capitale de l'État.